# Lennon Stella
Lennon Ray Louise Stella, född 13 augusti 1999 i Oshawa i Ontario är en kanadensisk sångerska och skådespelerska. Hon spelade rollen som Maddie Conrad i musikaldramaserien Nashville mellan åren 2012 och 2018. Hon har också varit den ena halvan av musikduon Lennon & Maisy, tillsammans med den yngre systern Maisy Stella.
Lennon Stella fick i januari 2018 ett skivkontrakt med de båda skivbolagen Records och Columbia Records. Hon medverkade därefter på låten "Polaroid", tillsammans med Jonas Blue och Liam Payne. Hon släppte sin första debut-EP Love, Me den 16 november 2018. Hennes debutsoloalbum Three. Two. One. släpptes den 24 april 2020.

## Filmografi
- 2012–2018 – Nashville (TV-serie)